# The Blind Man
The Blind Man fue una revista artística publicada en Nueva York en 1917.

## Descripción

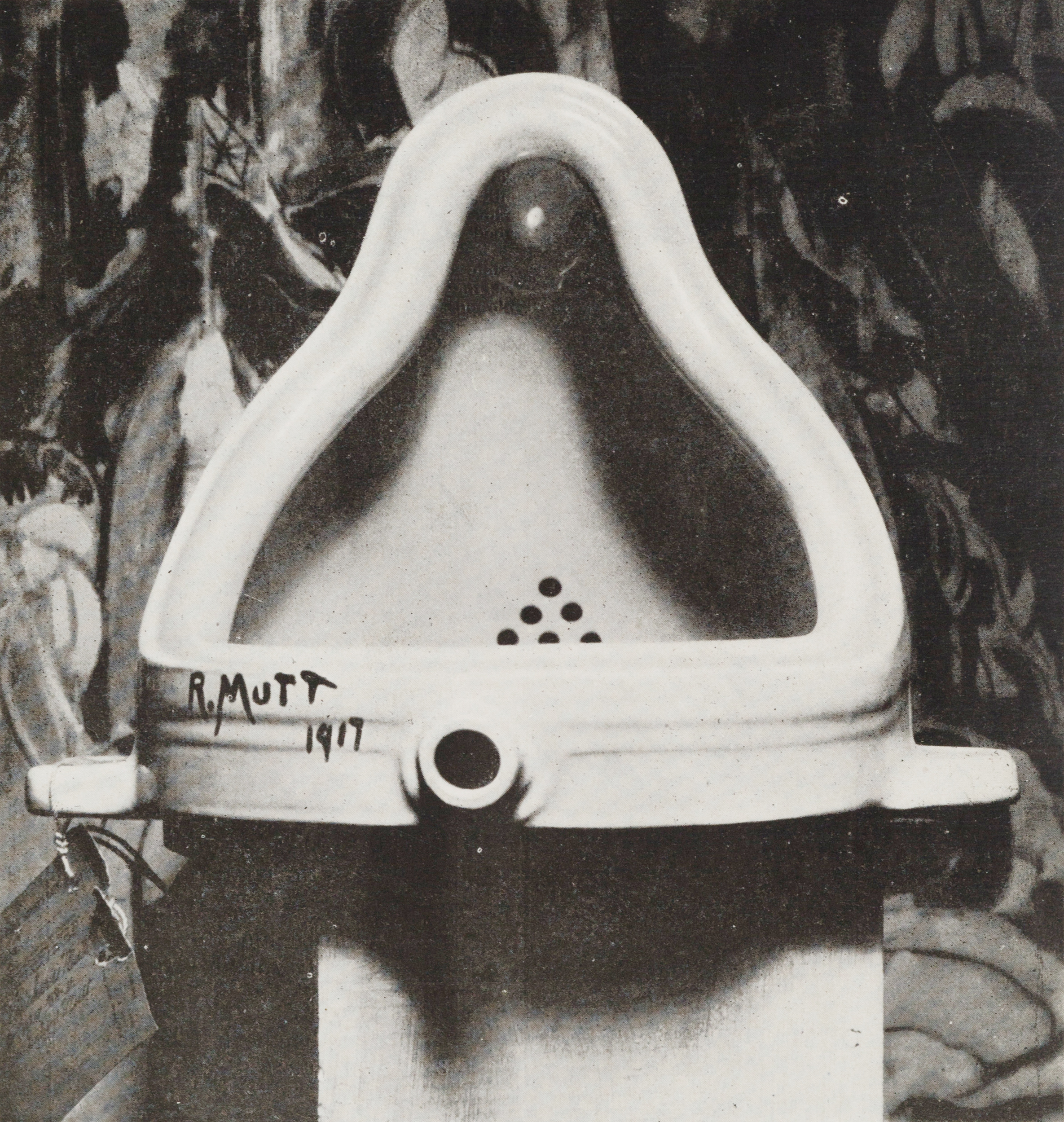
La fuente.

Fue editada por Henri-Pierre Roché, Beatrice Wood, Marcel Duchamp en 1917. También participaron en sus páginas Walter Arensberg, Mina Loy, Francis Picabia y Gabrielle Buffet-Picabia. Sólo vieron la luz dos números.
El número dos es conocido por contener la reacción del grupo al rechazo de La fuente de Duchamp en la exposición de la Society of Independent Artists.
Una noche, Picabia, editor de 391, retó a Roché al ajedrez en una partida en la que se apostaron qué revista continuaría y cuál dejaría de publicarse. Roché perdió y The Blind Man dejó de publicarse.
El resultado de la partida se publicó en Rongwrong, una publicación de un solo número y ocho páginas, obra de Duchamp y Roché.